# Crist Majestat de Sant Miquel de Cruïlles
El Crist Majestat de Sant Miquel de Cruïlles és una imatge en fusta policromada del segle xii que representa Crist crucificat en actitud de Crist Majestat o triomfant, sense rastres de sofriment. Pot ser considerada com el prototipus de les majestats coronades, perquè si bé alguna pot ser contemporània o anterior, la majoria són tardanes i decadents. Prové de l'extingit monestir benedictí de Sant Miquel de Cruïlles, de l'orde benedictí, amb una església de planta basilical de tres naus i tres absis a l'interior de la qual Josep Pla recorda haver-hi vist un «Crist romànic, vestit amb faldilletes i una corona al cap».
Actualment es troba exposat al Museu d'art de Girona procedent de l'antic Museu Diocesà.

## Descripció
Es tracta d'un Crist de 4 claus, vestit amb túnica manicata fins als turmells i corona daurada. La creu és d'època anterior (segle xi). És una majestat vistosament decorada, damunt la creu de color vermell. Vesteix una túnica blava amb sanefes daurades als baixos, a les mànigues i a l'escot, així com el cenyidor i la corona.
Aquesta imatge de Crist presenta un canvi de sensibilitat evident, sorprenent per la seva elegància. Conserva totes les característiques inicials de les altres majestats, i és tallada també amb decisió i energia, però amb una finor inesperada, com si hagués perdut aquella rudesa tradicional, i renova el cànon de set caps de l'estatuària clàssica.

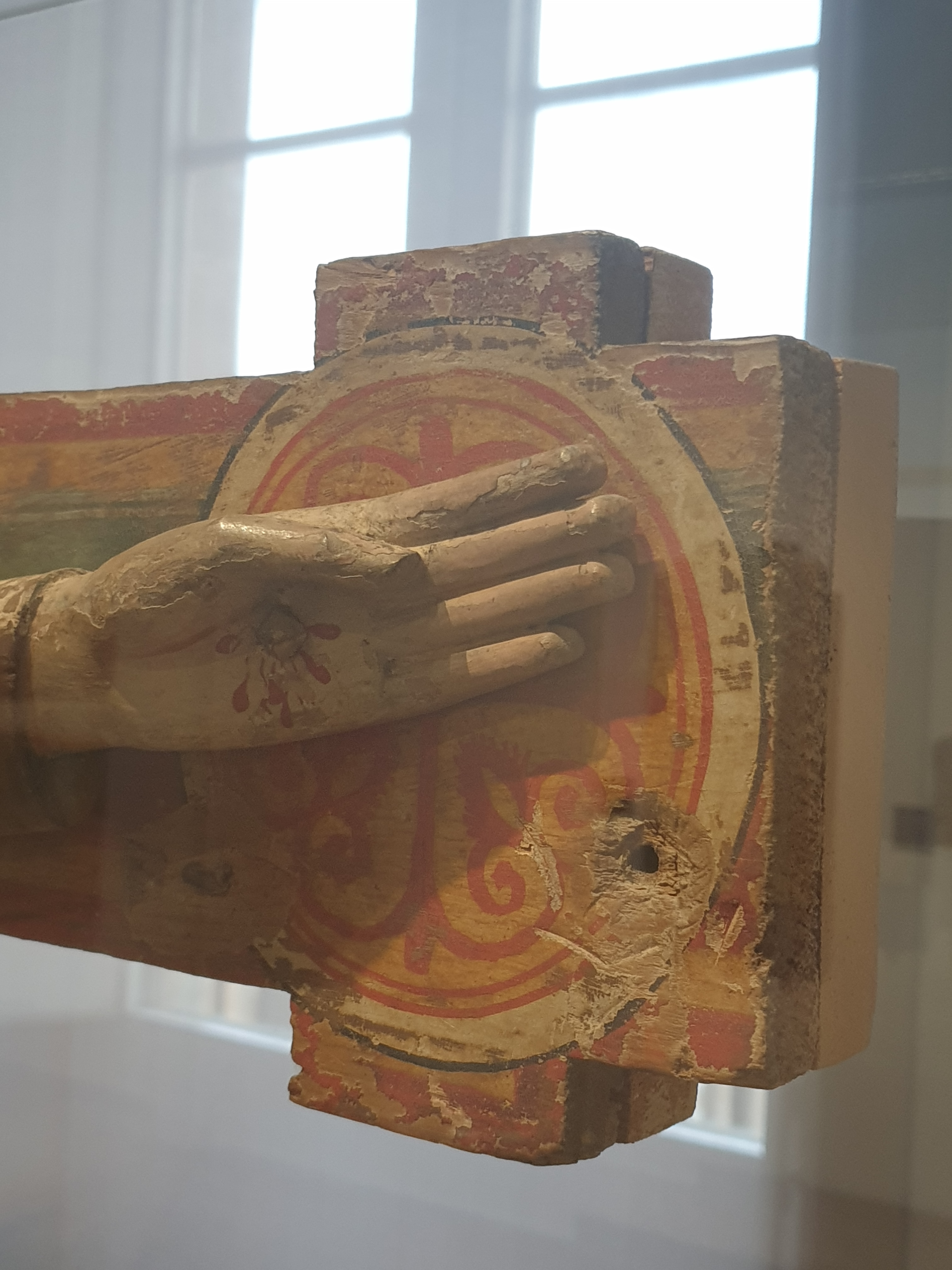
Detall de la mà esquerra clavada a la creu

També destaca la corona que porta, que no és postissa sinó tallada conjuntament amb el cap, i que sorgeix com un complement lògic a la mentalitat de Crist triomfant, o com a simplificació escultòrica en el cas que les altres majestats portessin, des del seu origen, una corona afegida. Pot ser considerada com el prototip de les majestats coronades, perquè, si bé alguna pot ser contemporània o anterior, la majoria són tardanes i decadents.
Aquesta novetat estilística ha motivat que fos considerada com una còpia gòtica d'una majestat romànica (segons Mn. Trens). Amb tot, no és l'opinió majoritària. La supressió d'alguns detalls en la talla, o l'afegit d'uns altres, no han de ser motiu de goticització, no tenen res a veure amb el nou estil: ni la manca de trenes o del buidatge de la túnica, ni el plegat angulós i els plans prismàtics, ni les incisions en lloc de plecs, ni el suggeriment de l'estola (que no s'acaba d'apreciar), ni la corona amb creus i merlets... res de tots aquests detalls han sigut mai indicadors de la presència del Gòtic. Es pot observar, en canvi, la presència d'un esquematisme total important, i això seria el contrari de la nova sensibilitat que proposa el Gòtic.
Es pot afegir que les incisions a les mànigues, així com l'escotat amb el tall vertical, ja són també presents a la Majestat de Sant Joan les Fonts; i els plecs angulosos no són pas més pronunciats ni més geomètrics que els del Crist del davallament del Museu Frederic Marès i molts altres.
La creu on és clavada la Majestat no correspon a l'escultura, ni per l'època ni per la mida. Se li atribueix datació del s. XI. Es veu que li va petita, no pas perquè l'escultor equivoqués mides, sinó perquè volgueren aprofitar aquesta creu per a una imatge que, en principi, no li anava destinada. Tampoc no se li donava llavors el valor actualment es dona: altrament no l'haurien tapat amb el Crist i fragments tan importants com els dos extrems laterals, o la inscripció de sota els peus, ni l'hauríem malmesa escapçant-ne la part superior, perquè no cabia al lloc on se la volia posar.
Aquesta creu es pintava frontalment, amb vermells i dibuixos florals i franges grogues. Al dors amb blancs i grocs, vermells i blaus, que li donen un aspecte sumptuós, evocant les creus xapades d'or i ornamentades amb pedreria. La inscripció frontal, en llatí diu: «Sóc Déu i em venen. Sóc rei i en aquesta creu em pengen». Al dors hi ha escrits els noms dels Evangelistes als extrems de la creu. Al centre l'Agnus Dei.

## Autor
L'obra encaixa perfectament amb el tarannà d'un artista que, posat en el cas d'haver de fer una imatge quan encara era vigent la mentalitat de Crist triomfant, creadora de majestats, hagués volgut renovar-se i executar una obra original, apartant-se dels models coneguts, la còpia dels quals ja no produïa altra cosa que imatges amanerades o decadents. Un artista, possiblement, al marge del famós Taller de Ripoll, i no pas perquè, en cas de ser-ho, s'hagués mostrat més respectuós amb la tradició, sinó perquè difícilment hauria evitat cometre alguna indiscreció que delatés la procedència de l'escola.
L'autor podria ser un artista independent o creador d'un nou taller, sorgit a recer del Bisbat de Girona i no pas més tard de la darreria del segle xii, quan encara podia ser ben acollida una imatge com aquesta, que és la plasmació més genuïna del concepte triomfant de Crist, evocat per les majestats.